# Митрий
Митрий (лат. Mitrius; ум. 466) — мученик из Прованса, память 13 ноября.
Св. Митрий был родом из Салоник. Он трудился на своего хозяина, Арвенда (Arvendus), который вёл неблагочестивый образ жизни. Однажды хозяин послал святого резать виноград, но обвинил его в краже урожая. Святой сотворил молитву, и виноград вырос вновь. Святого Митрия обвинили в чародействе, и он был обезглавлен своим хозяином в Эксе, Франция. Тогда он взял свою голову и отправился в храм Нотр-Дам-де-ла-Сед.
23 октября 1383 года его мощи были перенесены в собор Святого Спасителя. Считается, что из отверстия у правой колонны около его могилы исходило святое миро.
Святого Митрия также именуют Мерр (Merre), Метр (Metre) и Митр (Mitre). Св. Митрий был гоним иными рабами за исповедание Христовой веры ещё до своего мученичества.

## Тропарь, глас 4
Arrivé de l’Hellade en terre de Provence, Tu te fis esclave pour convertir un maître. Mais celui-ci découvrant que tu étais chrétien, Malgré les miracles devant lui accompli, Ô saint Mitre, il te fit aussitôt mettre à mort. Martyr du Christ, prie-Le de nous faire mercy!

## Источник
- Saint Mitre d’Aix et saint Demetrius de Périnthe, Jean Pourrière, étude critique d’hagiographie. Imprimerie Chantenay, 1953, in-8 broché, 80 p.
- Les Rues d’Aix, Ambroise Roux-Alphéran, 1846—1848.